# Скорбященская церковь (Ассаурово)
Скорбященская церковь (церковь иконы Божией Матери «Всех скорбящих Радость») — православный храм в деревне Ассаурово Дмитровского городского округа. Построена в начале XIX века. Объект культурного наследия регионального значения.

## История
Село Асаурово Вышегородского стана в первой половине XVII века числится вотчиной Московского Новодевичьего монастыря, согласно приправочным книгам 1562 года.
В 7135 — 7137 (1627 — 1629) гг. в селе числится деревянная Никольская церковь при ней поп Фёдор Яковлев, также ещё дьяк и пономарь. В Ассаурово располагается двор Новодевичьего монастыря.
На 1703 год в приходе Никольской церкви числится 102 двора. 
В 1704 году строится новая церковь посвящённая Николаю Чудотворцу.
В 1715 году в селе числится 2 деревянных церкви: Никольская и посвящённая святому мученику Артемию (Антиохийскому). При них священник Тимофей Лазорев и дьяк Пётр Анисимов.
Кирпичная церковь построена в 1810-х годах (по другим данным — в 1826 году) на средства прихожан. Имела приделы святителя Николая и мученика Артемия Антиохийского, соответствовавшие двум ранее существовавшим в селе деревянным церквям.
Церковь с семьей регулярно посещал Виктор Васнецов, которому приписывается создание эскизов для церковной росписи.  
В советское время закрыта, использовалась под склад зерна. С 1980-х гг. заброшена. В руинированном состоянии в 1998 году передана верующим, частично восстановлена, ведутся богослужения.

## Архитектура
Скромная кирпичная церковь — образец сельской храмовой архитектуры начала XIX века. Она сочетает традиционную пространственную композицию, использующуюся с XVII века, с приёмами архитектуры классицизма. Общая планировка трёхчастная. Основной объём представляет собой восьмерик на четверике, увенчанный небольшим барабаном с главкой (не сохранилась). С боковых фасадов храм украшают портики тосканского ордера, фронтоны которых имеют строенные «итальянские» окна. На углах верхнего восьмерика — лопатки, а его грани через одну увенчаны фронтонами. Апсида и трапезная не имеют внешнего декора. Углы трапезной скруглены и раскрепованы. Колокольня состоит из трёх уменьшающихся квадратных ярусов и завершалась шпилем. Сохранились небольшие фрагменты росписи темперой, выполненной во второй половине XIX века, а также пол из чугунных плит с орнаментом.

## Приделы
Основной престол посвящён празднику иконы Божией Матери «Всех скорбящих Радость». Два придела посвящены Николаю Чудотворцу и вмуч. Артемию Антиохийскому.